# جامعة ماشيراتا

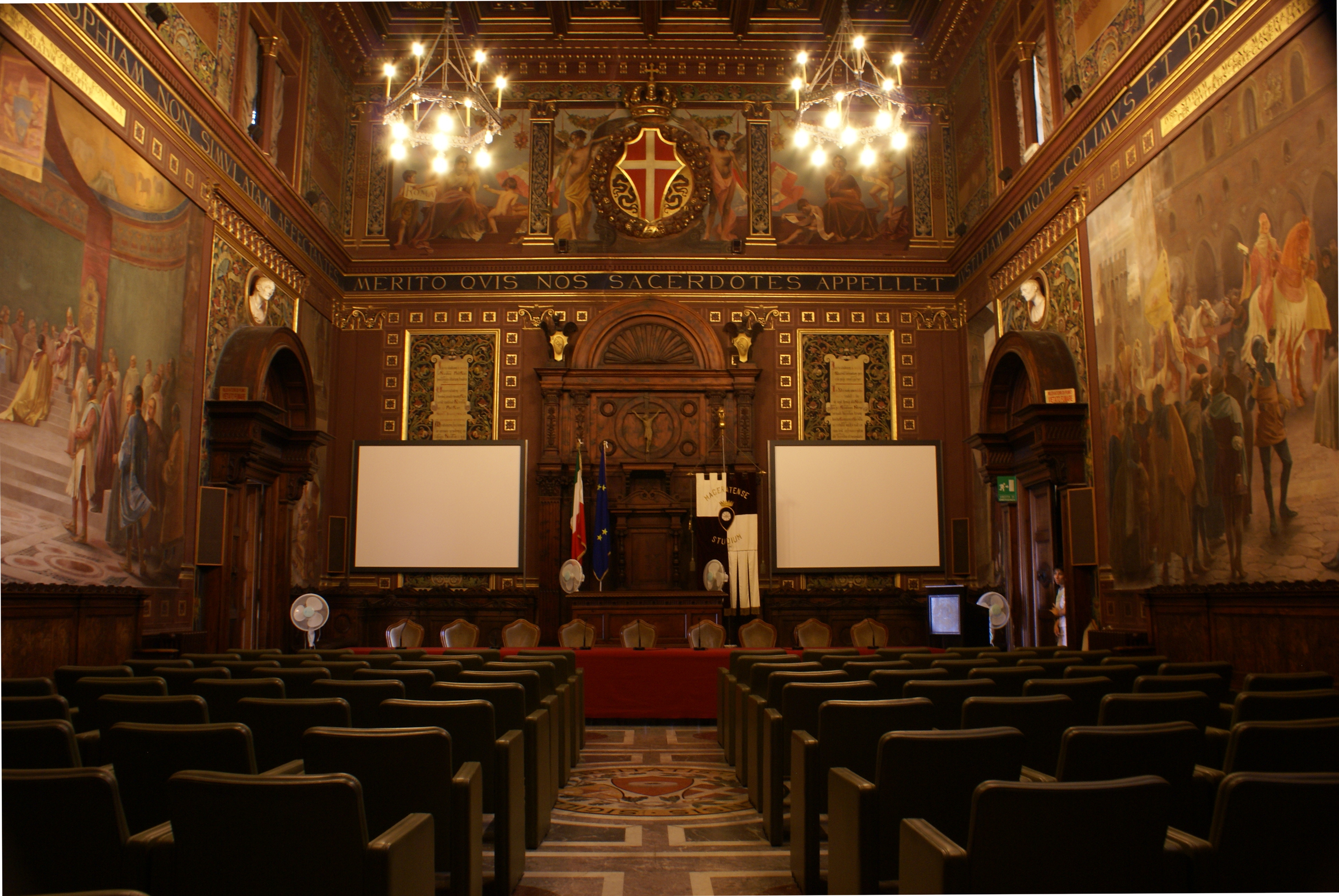
القاعة الكبرى بجامعة ماشيراتا

جامعة ماشيراتا (بالإيطالية: Università degli Studi di Macerata)‏ هي جامعة إيطالية حكومية مقرها مدينة ماشيراتا. في العام الدراسي 2012/2013 بلغ عدد طلبة الجامعة 9833 طالبًا.
تعد جامعة ماشيراتا واحدة من أقدم جامعات إيطاليا؛ إذ أنشئت عام 1290، وتضم حاليًا سبع كليات هي:
- كلية الآداب والفلسفة
- كلية الاقتصاد
- كلية التراث الثقافي
- كلية التربية
- كلية علوم الاتصال
- كلية العلوم السياسية
- كلية القانون

## وصلات خارجية
- الموقع الرسمي للجامعة